# Осередь
Осере́дь (Осеред, Осерёд, Осерёда) — река в Воронежской области России.

## Гидрография
Протекает по Калачской возвышенности, на территории Бутурлиновского и Павловского районов. Река начинается в 4 км к востоку от города Бутурлиновка в заболоченной балке. У города Павловска впадает в Дон в 1161 км от его устья по левому берегу. Длина — 89 км, площадь водосборного бассейна — 2420 км².

## Исторические сведения
Два с половиной века назад здесь, на её берегах, из сосен и дубов знаменитого Шипова леса строились по указу Петра I корабли первого отечественного флота. Отсюда шли они вниз по Дону в Азовское море, приводя в трепет турок. В память о тех временах остались сейчас лишь названия сёл, расположенных по берегам Осереди: Гвазда, Пузево, Клёповка, Чернавка. Эти сёла основал работный люд — петровские кораблестроители. В Гвазде они изготовляли гвозди, в Клёповке — клёпку для обшивки бортов, в Пузево делали «пуза», то есть корпуса кораблей. В Чернавке гнали смолу.

## Данные водного реестра
По данным государственного водного реестра России и геоинформационной системы водохозяйственного районирования территории РФ, подготовленной Федеральным агентством водных ресурсов:
- Бассейновый округ — Донской
- Речной бассейн — Дон (российская часть бассейна)
- Речной подбассейн — Дон до впадения Хопра
- Водохозяйственный участок — Дон от города Лиски до города Павловска без реки Битюг

## Расход воды
- У города Бутурлиновка — 1,2 м³/с
- максимальный — 330 м³/с (2 апреля 1953 года)
- минимальный — ? м³/с (24 марта 1972 года)

## Притоки
Объекты перечислены по порядку от устья к истоку.
- 10 км: река овр. Гаврило (овр. Скрынников)
- 23 км: Яр Даниловский
- 48 км: Тамановский
- 59 км: ручьи овр. Яружный